# Rodriguezi őspapagáj
A rodriguezi őspapagáj (Necropsittacus rodricanus) a madarak osztályának papagájalakúak rendjébe és a papagájfélék családjába tartozó kihalt faj. Testvérfaja a réunioni őspapagáj (Necropsittacus borbonicus) volt.

## Előfordulása
Az Indiai-óceánon lévő Mauritiushoz tartozó Rodriguez-szigetén élt.

## Megjelenése
A fajból csak csontok és néhány korai leírás maradt fenn. A szigetre utazók beszámolói alapján világos- vagy sötétzöld madár volt, mely nagy számban lakta a sziget trópusi erdeit.

## Kihalása
Kihalását a vadászat és az élőhely eltűnése okozta.